# Hiel

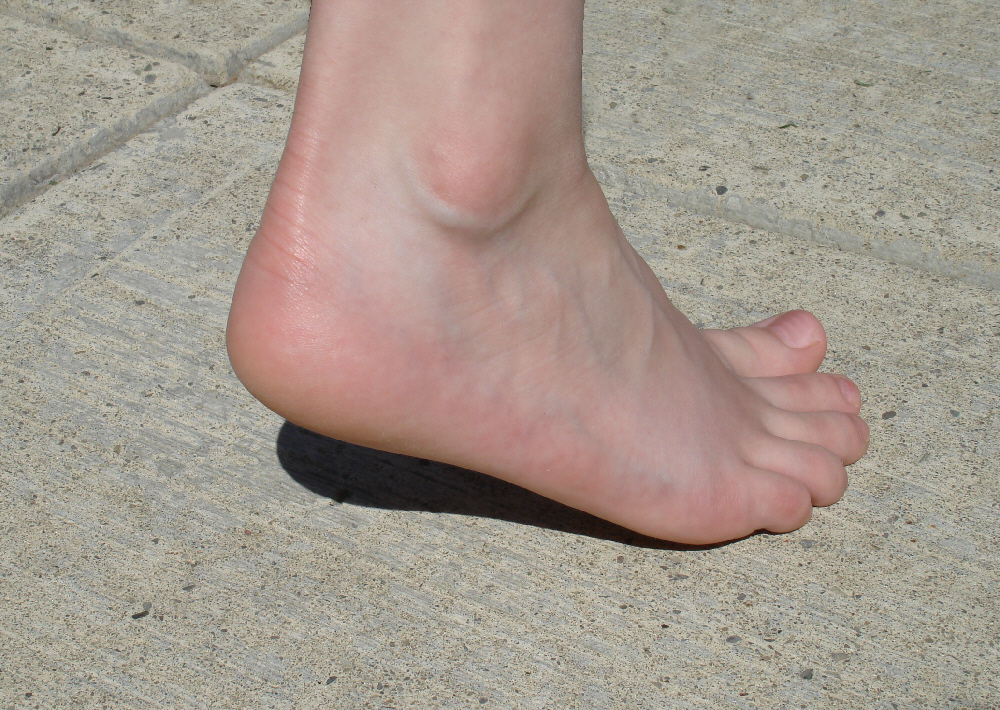
De hiel

De hiel is het deel van de voet, dat ten opzichte van het gewricht tussen het been en de voet inferior, dus lager, en tevens dorsaal, meer naar achteren, ligt. De hiel ligt recht onder het been daar waar de voet overgaat in de kuit. Het gewricht tussen been en voet heet hielgewricht.

## Taalgebruik
De hiel is spreekwoordelijk bekend vooral vanwege de achillespees, naar de oudgriekse held Achilles genoemd, maar komt ook in het scheldwoord 'hielenlikker' voor, wat doelt op iemand die alles probeert om bij een ander in de gunst te komen. Dat komt uit de Bijbel en is afkomstig van Jakob in het boek Genesis. Stamvader Isaäk en zijn vrouw Rebekka krijgen op een dag een tweeling, Jakob en Esau. De Bijbel schrijft daarover: Het kind dat het eerst tevoorschijn kwam was rossig en helemaal behaard, alsof het een haren mantel aanhad; ze noemden het Esau. Toen daarna zijn broer tevoorschijn kwam, hield die Esau bij de hiel beet; hij werd Jakob genoemd. Genesis 25:24-26
Een aantal hoofdstukken eerder wordt de hiel ook genoemd: Wanneer Adam en Eva in het Bijbelboek Genesis door de slang zijn verleid, wordt de slang door God vervloekt met de woorden: Vijandschap sticht ik tussen jou en de vrouw, tussen jouw nageslacht en het hare, zij verbrijzelen je kop, jij bijt hen in de hiel. Genesis 3:15